# Salpausselkä
Salpausselkä – dwa (według niektórych źródeł trzy) równoległe łańcuchy wzgórz w południowej Finlandii pochodzenia polodowcowego. Jest to morena czołowa uformowana w okresie młodszego dryasu ok. 11 000 lat temu(według innych źródeł 11 400 - 11 300 lat temu).

## Przebieg
Wzgórza składają się z dwóch równoległych łańcuchów, przebiegających ok. 20 km od siebie. Łańcuch północny jest nieco niższy. Łańcuch Salpausselkä zaczyna się w Hanko a następnie biegnie ok. 600 km na wschód, ograniczając od południa Pojezierze Fińskie, tworząc dział wód, sztucznie przełamany Kanałem Saimańskim, od jeziora Saimaa w okolicach Lappeenranta aż do Zatoki Fińskiej w Wyborgu.